# Infinite Dreams
Infinite Dreams är en låt och en singel av det brittiska heavy metalbandet Iron Maiden, släppt den 6 november 1989 ungefär ett år efter den förra singeln från "Seventh Son of a Seventh Son". Låten är skriven av Steve Harris och är den fjärde top tio singeln från "Seventh Son of a Seventh Son". Alla låtar på singeln är liveinspelningar från en konsert i Birmingmham NEC den 27och 28 november, 1988.
Låten "The Clairvoyant" handlar om någon (möjligtvis "Seventh Son of a Seventh Son") som lider av mardrömmar. Han får visioner i sina drömmar men förstår dem inte. Dessutom behandlas temat uppståndelse.
Låtarna på singeln finns förutom på denna singel endast som liveversion på videon Maiden England. "Still Life" kom första gången ut som officiell liveversion och "Killers" första gången med Bruce Dickinson som sångare.

## Låtlista
1. "Infinite Dreams" (Live) (Harris)
2. "Killers" (Live) (Di'Anno, Harris)
3. "Still Life" (Live) (Murray, Harris)

## Medlemmar
- Steve Harris – Bas
- Dave Murray – Gitarr
- Bruce Dickinson – Sång
- Nicko McBrain – Trummor
- Adrian Smith – Gitarr, sång